# Petr Koukal (Eishockeyspieler)
Petr Koukal (* 16. August 1982 in Havlíčkův Brod, Tschechoslowakei) ist ein tschechischer Eishockeyspieler, der seit 2017 erneut beim  Mountfield HK  in der tschechischen Extraliga spielt.

## Karriere
Petr Koukal begann seine Karriere als Eishockeyspieler in der Nachwuchsabteilung des HC Žďár nad Sázavou, von wo aus er 1999 zu den U20-Junioren des HC Pardubice wechselte. Für die Profimannschaft Pardubices gab der Angreifer in der Saison 2001/02 sein Debüt in der Extraliga. Dabei erzielte er in elf Spielen zwei Tore und gab eine Vorlage. Zu Beginn seiner Karriere wurde der Linksschütze an den HC Šumperk und den HC Hradec Králové ausgeliehen, bei denen er in der zweitklassigen 1. Liga Spielpraxis sammeln konnte. Einzig während der Saison 2005/06 stand der Tscheche für ein anderes Team in der Extraliga als Pardubice auf dem Eis. Für den HC Plzeň traf er in neun Spielen einmal und bereitete vier weitere Treffer vor. Mit Pardubice wurde Koukal 2005 und 2010 jeweils Tschechischer Meister. Zudem scheiterte er mit seiner Mannschaft 2003 und 2007 erst im Playoff-Finale.
2012 konnte er den Gewinn der Meisterschaft wiederholen, ehe er im Mai des gleichen Jahres zusammen mit Jan Kolář von Neftechimik Nischnekamsk aus der Kontinentalen Hockey-Liga verpflichtet wurde. Für Neftechimik absolvierte er in den folgenden zwei Spieljahren 102 KHL-Partien, ehe er im Juni 2014 vom KHL-Neuling Jokerit Helsinki verpflichtet wurde. Bei Jokerit kam er in 66 Saisonspielen auf 36 Scorerpunkte, erhielt aber im Sommer 2015 keinen neuen Vertrag. Daher wechselte er innerhalb der KHL zu Awtomobilist Jekaterinburg, wo er zunächst Assistenzkapitän und in der Saison 2016/17 Mannschaftskapitän war. Zudem gehörte er in beiden Spieljahren zu den Top-3-Scorern seines Teams. Im Mai 2017 kehrte er in die tschechische Extraliga zurück, als er vom Mountfield HK (dem ehemaligen HC Hradec Králové) verpflichtet wurde.

### International
Für Tschechien nahm Koukal an der Weltmeisterschaft 2010 in Deutschland teil. Bei dieser wurde er mit seiner Mannschaft Weltmeister. Zwei Jahre später gewann er mit dem tschechischen Nationalteam die Bronzemedaille bei der Weltmeisterschaft 2012.

## Erfolge und Auszeichnungen
- 2003 Tschechischer Vizemeister mit dem HC Pardubice
- 2005 Tschechischer Meister mit dem HC Pardubice
- 2007 Tschechischer Vizemeister mit dem HC Pardubice
- 2010 Tschechischer Meister mit dem HC Pardubice
- 2012 Tschechischer Meister mit dem HC Pardubice

### International
- 2010 Goldmedaille bei der Weltmeisterschaft
- 2012 Bronzemedaille bei der Weltmeisterschaft

## Extraliga-Statistik
(Stand: Ende der Saison 2010/11)